# Rugvica
Rugvica est un village et une municipalité située dans le comitat de Zagreb, en Croatie. Au recensement de 2001, la municipalité comptait 7 608 habitants, dont 95,93 % de Croates et le village seul comptait 758 habitants.

## Localités
La municipalité de Rugvica compte 23 localités :
| - Čista Mlaka - 488 - Črnec Dugoselski - 193 - Črnec Rugvički - 77 - Donja Greda - 118 - Dragošička - 409 - Hrušćica - 168 - Jalševec Nartski - 558 - Ježevo - 453 - Nart Savski - 213 - Novaki Nartski - 71 - Novaki Oborovski - 261 - Obedišće Ježevsko - 131 | - Oborovo - 722 - Okunšćak - 442 - Otok Nartski - 210 - Otok Svibovski - 233 - Preseka Oborovska - 162 - Prevlaka - 95 - Rugvica - 758 - Sop - 446 - Struga Nartska - 451 - Svibje - 443 - Trstenik Nartski - 506 |